# ریچارد ورف
ریچارد وُرف (انگلیسی: Richard Whorf؛ ‏ ۴ ژوئن ۱۹۰۶ – ۱۴ دسامبر ۱۹۶۶) بازیگر، کارگردان، تهیه‌کننده فیلم و مؤلف اهل ایالات متحده آمریکا بود. وی برادر بنجامین لی ورف است.

## گزیده فیلم‌شناسی
- تا زمانی که ابرها کنار بروند (۱۹۴۶)
- احمق آمریکایی خوش‌تیپ (۱۹۴۲)
- نیمه‌شب (۱۹۳۴)
- دود اسلحه